# Rabdophaga frater
Rabdophaga frater är en tvåvingeart som först beskrevs av Cockerell 1890.  Rabdophaga frater ingår i släktet Rabdophaga och familjen gallmyggor.
Artens utbredningsområde är Colorado. Inga underarter finns listade i Catalogue of Life.